# Ramón Morales
Ramón Morales Higuera (ur. 10 października 1975 w La Piedad) – meksykański piłkarz występujący najczęściej na pozycji bocznego pomocnika, obecnie trener.
Jest starszym bratem Carlosa Moralesa, innego meksykańskiego piłkarza.

## Kariera klubowa
Morales rozpoczął piłkarską karierę w klubie CF Monterrey. W lidze meksykańskiej zadebiutował w 1995 roku w zremisowanym 0:0 spotkaniu z Tecos UAG. Grając w Monterrey stał się jednym z czołowych lewych pomocników w kraju, obdarzonym szybkością, techniką i dryblingiem. W drużynie tej występował przez cztery sezony, a największym sukcesem w tym czasie był udział w Copa Libertadores w sezonie 1998/1999, jednak Monterrey odpadło w pierwszej rundzie. Dla tego klubu Morales rozegrał 84 ligowe mecze i strzelił 3 gole.
W styczniu 1999 roku Morales przeszedł do Chivas de Guadalajara. Tam obok Oswaldo Sáncheza, Omara Bravo, Francisco Palencii czy też Carlosa Salcido stał się jedną z największych gwiazd drużyny. Pomimo takiego składu, zespół przez kolejne lata nie potrafił osiągnąć sukcesu i dopiero w 2006 roku Morales po raz pierwszy w karierze został mistrzem Meksyku, gdy Chivas wywalczyło prymat w fazie Apertura. Po kolejnym sezonie z klubu odszedł bramkarz Oswaldo Sánchez i Morales został mianowany nowym kapitanem zespołu. Z funkcji tej zrezygnował przed sezonem 2009/2010 na rzecz Omara Bravo. Morales był zawodnikiem zespołu z Guadalajary przez 11 lat, rozgrywając dla tej drużyny 382 ligowe spotkania, w których zdobył 66 bramek.
Po sezonie Apertura 2009 Morales odszedł z drużyny Chivas. Wiosną 2010 był wolnym zawodnikiem, natomiast w maju tego samego roku podpisał umowę z inną drużyną z miasta Guadalajara, Tecos UAG. W ciągu roku wystąpił dla Tecos w 28 meczach ligowych, zdobywając jedną bramkę – z rzutu wolnego w 5. kolejce sezonu Apertura 2010 w spotkaniu z San Luis (3:2). 11 sierpnia 2011, mimo oferty z amerykańskiego klubu Chivas USA, Morales zdecydował się zakończyć swoją szesnastoletnią piłkarską karierę.
| Sezon   | Klub           | Kraj   | Rozgrywki                  | Mecze | Bramki |
| ------- | -------------- | ------ | -------------------------- | ----- | ------ |
| 1995/96 | CF Monterrey   | Meksyk | Primera División           | 26    | 0      |
| 1996/97 | CF Monterrey   | Meksyk | Primera División           | 33    | 2      |
| 1997/98 | CF Monterrey   | Meksyk | Primera División           | 15    | 1      |
| 1998/99 | CF Monterrey   | Meksyk | Primera División           | 10    | 0      |
| 1998/99 | CD Guadalajara | Meksyk | Primera División           | 19    | 2      |
| 1999/00 | CD Guadalajara | Meksyk | Primera División           | 34    | 4      |
| 2000/01 | CD Guadalajara | Meksyk | Primera División           | 31    | 5      |
| 2001/02 | CD Guadalajara | Meksyk | Primera División           | 28    | 8      |
| 2002/03 | CD Guadalajara | Meksyk | Primera División           | 37    | 9      |
| 2003/04 | CD Guadalajara | Meksyk | Primera División           | 43    | 8      |
| 2004/05 | CD Guadalajara | Meksyk | Primera División           | 34    | 9      |
| 2005/06 | CD Guadalajara | Meksyk | Primera División           | 29    | 2      |
| 2006/07 | CD Guadalajara | Meksyk | Primera División           | 44    | 8      |
| 2007/08 | CD Guadalajara | Meksyk | Primera División           | 38    | 6      |
| 2008/09 | CD Guadalajara | Meksyk | Primera División           | 31    | 4      |
| 2009/10 | CD Guadalajara | Meksyk | Primera División           | 14    | 1      |
| 2010/11 | Tecos UAG      | Meksyk | Primera División           | 28    | 1      |
|         |                |        | Łącznie w Primera División | 494   | 70     |

## Kariera reprezentacyjna
W reprezentacji Meksyku Morales zadebiutował 12 lipca 2001 roku w wygranym 1:0 spotkaniu z Brazylią, rozegranym w ramach Copa América 2001, na którym Meksyk dotarł do finału, w którym przegrał 0:1 z Kolumbią.
W 2002 roku Morales został powołany do kadry na MŚ 2002. Tam był podstawowym zawodnikiem zespołu i wystąpił najpierw w trzech meczach grupowych: z Chorwacją (1:0), z Ekwadorem (2:1) i Włochami (1:1), a następnie w 1/8 finału z USA (0:2).
W 2006 roku Morales zaliczył drugi Mundial, tym razem w Niemczech. Był jednak rezerwowym i zagrał jedynie w dwóch spotkaniach: grupowym z Angolą (0:0) i 1/8 finału z Argentyną (1:2, po dogrywce).
W swojej karierze Morales występował też w takich turniejach jak: Copa América 2004 (ćwierćfinał), Puchar Konfederacji 2005 (4. miejsce), Złoty Puchar CONCACAF 2007 (finał) oraz Copa América 2007 (gol w wygranym 2:0 meczu z Brazylią, 3. miejsce).